# Shihtienfenia
Shihtienfenia är ett utdött släkte av reptiler tillhörande familjen  pareiasaurier, som levde under den äldre permperioden i Kina.

## Fossil
Kraniumet av en Shihtienfenia permica har ännu inte hittat. Enbart ryggrad, käke och extremitet har hittats, och alla dessa har man grävt upp i Shanxi, Kina.

## klassificering
Shihtienfenia blev klassificerad som en pareiasaurie av M. S. Y. Lee år 1997.

### Släkten
- Arganaceras
- Bradysaurus
- Deltavjatia
- Elginia
- Embrithosaurus
- Nanopareia
- Nochelesaurus
- Pareiasaurus
- Pareiasuchus
- Scutosaurus
- Velosauria